# Юнацька збірна Мальти з футболу (U-19)
Юнацька збірна Мальти з футболу (мальт. Tim nazzjonali tal-futbol ta' Malta ta' taħt id-19-il sena) — національна футбольна збірна Мальти гравців віком до 19 років, яка контролюється Футбольною асоціацією Мальти. 
Наразі ця збірна жодного разу не потрапляла до фінальної стадії юнацького чемпіонату світу.

## Юнацький чемпіонат Європи з футболу (U-19)
| Рік    | Позиція |
| ------ | ------- |
| 2023   | 8-ме    |
| Всього | 1       |